# Paul Wilhelm Keller-Reutlingen
Paul Wilhelm Keller-Reutlingen, eigentlich Paul Wilhelm Keller (* 2. Februar 1854 in Reutlingen; † 10. Januar 1920 in München) war ein deutscher Landschafts- und Genremaler.

## Leben
Keller besuchte von 1862 bis 1868 die Reutlinger Realschule und erlernte von 1868 bis 1872 bei Adolf Cloß in Stuttgart den Beruf des Xylographen. Von 1872 bis 1873 studierte er an der Stuttgarter Kunstschule bei Bernhard von Neher und war von 1873 bis 1874 an der Königlichen Akademie der Künste in München ein Schüler von Otto Seitz. Anschließend besuchte er bis 1875 die Malklasse von Professor Carl von Häberlin an der Königlichen Kunstschule in Stuttgart.
In den Jahren 1875 bis 1876 leistete er den Militärdienst in Ulm und reiste anschließend nach Italien, wo er bis 1879 Venedig, Florenz, Rom, Neapel und Capri besuchte. Er ließ sich in Fürstenfeldbruck nieder. Am 15. November 1898 heiratete er die Schauspielerin Albertine Wetzel. 1899 wurde er zum Professor berufen. 1902 zog Keller wieder zurück nach München.
Ab 1893 war er Gründungsmitglied der Münchener Secession und nahm an Ausstellungen im Münchner Glaspalast, der Secession und der Großen Berliner Kunstausstellung teil.

## Werke (Auswahl)

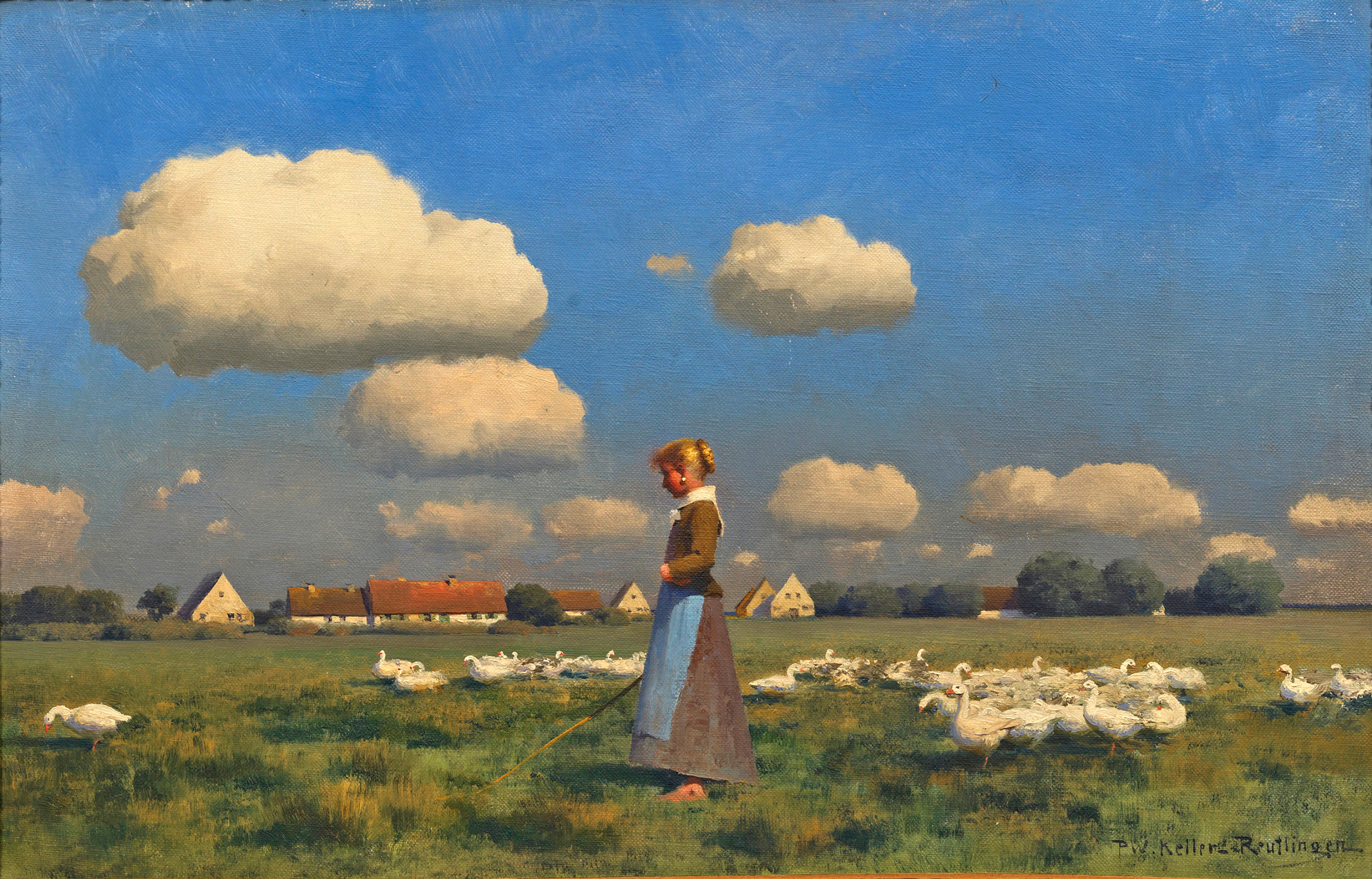
Junge Gänsemagd auf einer Wiese

Seine Werke befinden sich in den Sammlungen der Neuen Pinakothek in München, in den Museen in Stuttgart, Frankfurt am Main u. a., erschienen auch in der Zeitschrift Jugend und als Postkarten. Seinen Künstlernamen entlehnte er von seiner Heimatstadt Reutlingen.
- 1879: Mercato vecchio in Florenz
- 1880: Canal beim Fiscbmarkt in Chioggia, Landschaft bei Pescia, Riva dei Schiavoni
- 1881: Sonntag auf S. Lucia in Neapel, Strasse im alten Teile Neapels
- 1883: Marinella in Neapel
- 1886: Römiscbe Landschaft
- 1890: Auf dem Lande
- 1892: Sommerlandschaft, Dachauer Moos